# Überschwemmung in Florenz 1966

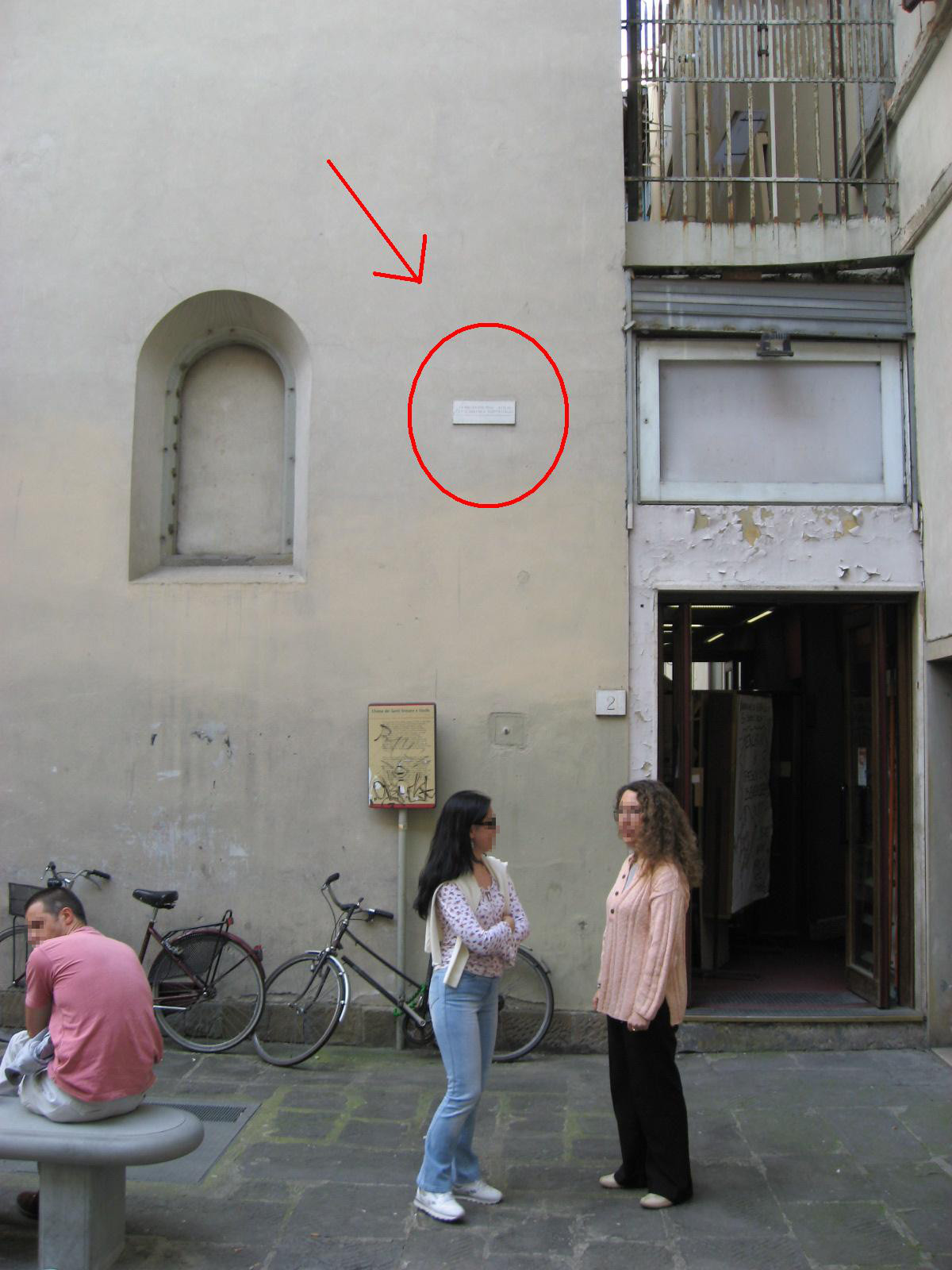
Platz in Florenz mit Angabe des Wasserstandes (rot umkreist) bei der Überschwemmung 1966

Die Überschwemmung in Florenz 1966 war eine der größten Hochwasserkatastrophen in der Geschichte der Stadt Florenz und ganz Italiens. Der Höhepunkt der Überschwemmung fiel auf den 4. November 1966. Die Schlammmassen, die mit dem Fluss Arno in die Innenstadt von Florenz angeschwemmt wurden, beschädigten zahlreiche Kunstschätze, von denen viele auf die Zeit der Renaissance zurückgingen.

## Geschichte

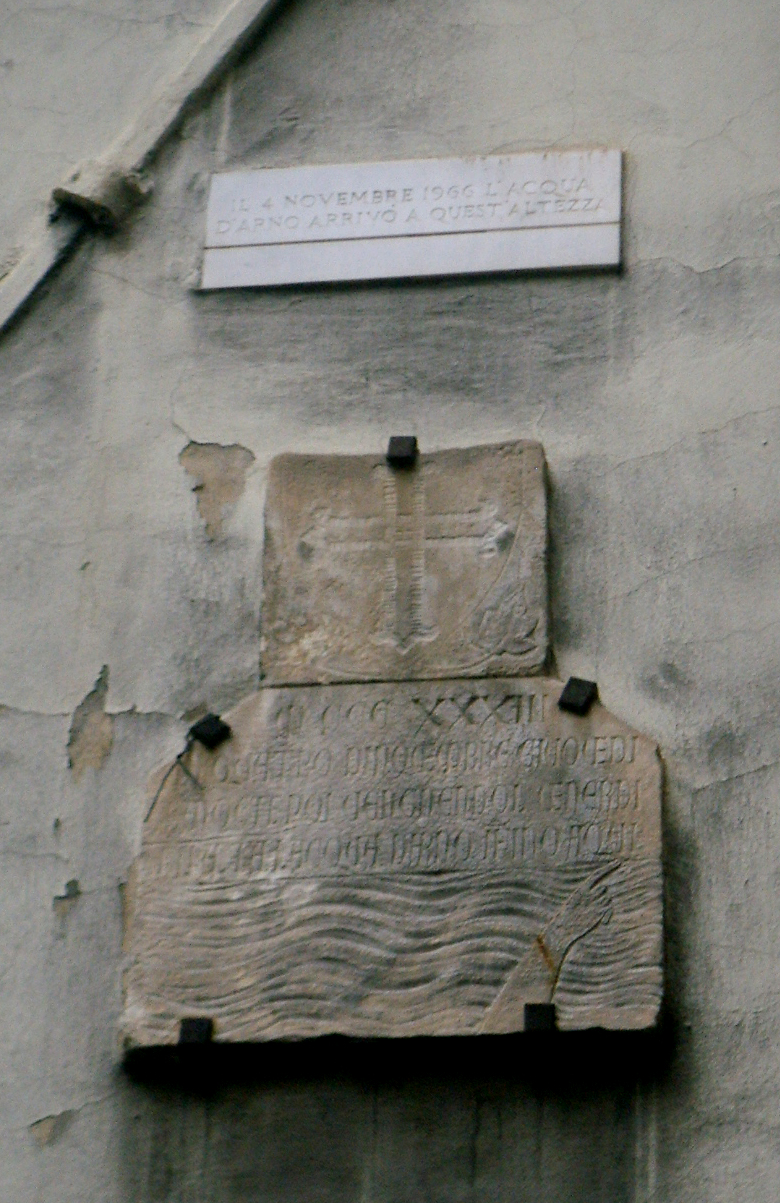
Via San Remigio:
Vergleich der Hochwassermarken von 1333 (unten) und 1966

Florenz wurde, begünstigt durch seine geographische Lage, im Laufe seiner Geschichte häufig Opfer von Hochwasser. Die bedeutendsten Überschwemmungen sind aus den Jahren 1333, 1547, 1557 und 1844 überliefert. Die Überschwemmung des Jahres 1966 übertraf sämtliche Hochwassermarken der vergangenen Jahrhunderte.
Nach intensiven Regenfällen im Oktober 1966 verstärkten sich die Niederschläge ab dem 2. November und erreichten ihren Höhepunkt in der Nacht vom 3. auf den 4. November. Man vermutet, dass etwa 45 bis 50 Millionen Kubikmeter Wasser über Florenz niederregneten. Zeitgleich kam es auch im Ostalpenraum zu Jahrhunderthochwassern. Innenminister Paolo Emilio Taviani bezeichnete die Überschwemmung als die „schwerste Naturkatastrophe seit Menschengedenken“.

Nach der Überschwemmung werden Manuskripte aus der Nationalbibliothek im Kesselraum des Bahnhofs Florenz gewaschen und getrocknet.

Über die Zahl der Todesopfer herrschte lange Zeit Unklarheit, weil Behörden diese unter Verschluss hielten. Um das Jahr 2000 veröffentlichte eine städtische Vereinigung unter dem Vorsitz des Journalisten Franco Mariani ein Dokument der Präfektur, wonach bei der Überschwemmung insgesamt 34 Menschen umgekommen waren, davon 17 in der Stadt Florenz und 17 in den umliegenden Gemeinden der Provinz Florenz.
Die Trümmer, der Unrat und der Schlamm waren mit ausgelaufenem Heizöl kontaminiert. Ihre Beseitigung erforderte wochenlange Aufräumarbeiten. Dazu reisten aus Italien und dem Ausland zahlreiche Freiwillige an, die Angeli del Fango („Engel des Schlamms“) genannt wurden. In den USA wurde ein „Ausschuss zur Rettung italienischer Kunst“ (CRIA, Committee for the Rescue of Italian Art) unter dem Vorsitz von Ted und Jacqueline Kennedy sowie unter der Mitarbeit des bekannten Kunsthistorikers Millard Meiss gegründet.

## Schäden

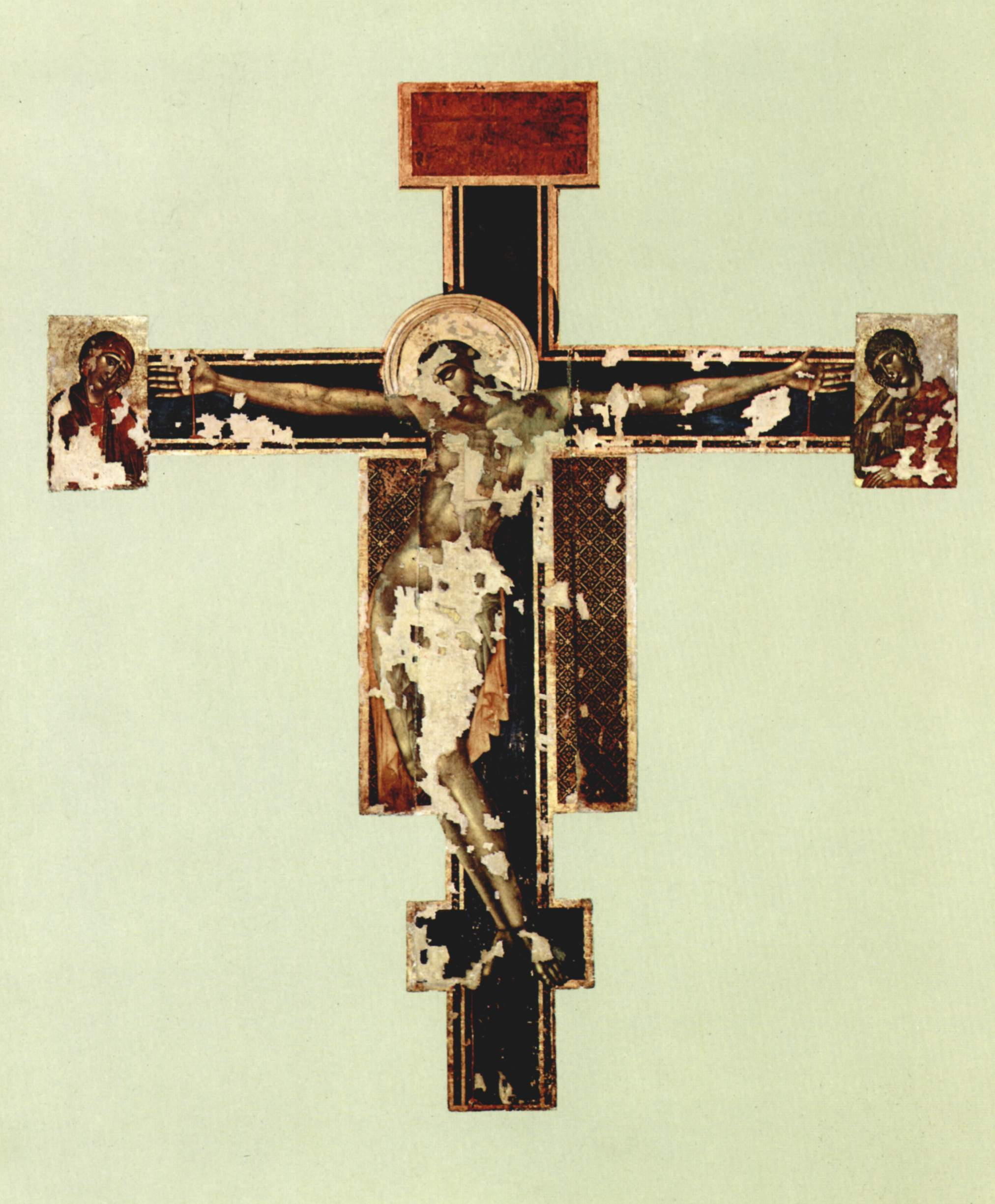
Beschädigtes Kruzifix von Cimabue

Das Hochwasser führte zu zahllosen Schäden an jahrhundertealten Kunstwerken. Betroffen wurden vor allem:
- die Archive der Opera del Duomo: Im Archiv der Kathedrale von Florenz wurden 6.000 Bände/Dokumente und 55 Bilderhandschriften beschädigt
- die Nationalbibliothek Florenz (BNCF): Ein Drittel der Bestände der Nationalbibliothek Florenz, d. h. 1.300.000 Dokumente, erlitten bei der Überschwemmung Wasserschäden, darunter zahlreiche Werke aus den Sammlungen Magliabechiana und Palatina
- etwa 40 % der im Staatsarchiv (Archivio di Stato) gelagerten Dokumente
- die Uffizien
- das Kunsthistorische Institut in Florenz[4]
- das Kruzifix von Cimabue in der Basilika Santa Croce
- die Maria Magdalena von Donatello